# Robbing Millions
Robbing Millions is een indiepop-band die in 2013 werd opgericht in Brussel. De band was artist in residence in de Ancienne Belgique en won in  2013 de Verdur Rock Contest.
De band speelde onder meer op Les Nuits Botanique, Dour Festival, Les Ardentes, Deep in the Woods, Pukkelpop, Kneistival en Boomtown.

## Discografie
- Ages and Sun (ep, 2013)
- Lonely Carnivore (ep, 2014)
- Robbing Millions (album, 2016)
- Holidays Inside (album, 2021)